# رولان إيميريش
رولان إيميريش (بالإنجليزية: Roland Emmerich) (ولد في 10 نوفمبر 1955) هو مخرج سينمائي ، كاتب سيناريو ومنتج ألماني . عرف بأفلامه التي تتنبأ بنهاية الحضارة وأفلام الأكشن . تتجاوز عوائد أفلامه المليار دولار أمريكي في الولايات المتحدة ، مما يجعله المخرج الثامن عشر الأكثر نجاحا على الإطلاق.
من أبرز أفلامه التي أخرجها فيلم يوم الاستقلال عام 1996 وجزءه الثاني عام 2016 وفيلم غودزيلا عام 1998، بالإضافة لفيلم 2012 عام 2009.

## بداياته
ولد في 10 نوفمبر 1955 في شتوتغارت ألمانيا وفي صغره سافر كثيرا حول أوروبا وأمريكا في العطلات، ووالده يمتلك شركة صناعة زراعية

## مخرج هوليوود

### تسعينيات القرن الماضي
دعى المنتج ماريو قصار إيميريش إلى الولايات المتحدة لإخراج فيلم حمل عنوان آيزوبار. انضم دين ديفلين إلى إيميريش كشريك في الكتابة والإنتاج وبقي كذلك حتى عام 2000. رفض إيميريش في وقت لاحق عرضًا للإخراج بعد رفض المنتجين إعادة كتابة ديفلين للنص وألغي في النهاية مشروع آيزوبار. وعُيّن إيميريش ليحل مكان المخرج أندرو ديفيس لفيلم الجندي العالمي الذي أصدر في عام 1992.
أخرج إيميريش فيلم الخيال العلمي ستار غيت عام 1994. وسجل في ذلك الوقت رقمًا قياسيًا لأكبر افتتاح فيلم في شهر أكتوبر. حقق نجاحًا تجاريًا أكثر مما توقعه معظم العاملين في مجال صناعة الأفلام.
أخرج إيميريش بعد ذلك فيلم يوم الاستقلال، الذي تحدث عن غزو أجنبي، وصدر في عام 1996، أصبح أول فيلم يجمع مبلغ 100 مليون دولار في أقل من أسبوع واستمر ليصبح واحدًا من أكثر الأفلام ربحًا في كل العصور. ثم أنشأ إيميريش وديفلين مسلسل تلفزيوني حمل عنوان الزائر، الذي عُرض على شبكة فوكس خلال عامي 1997 و1998 قبل أن يُلغى بعد موسم واحد.
عرض فيلمه التالي غودزيلا في عام 1998. وأحدثت الحملة الإعلانية والتسويقية المكثفة له ضجة كبيرة خلال الأشهر التي سبقت إطلاق الفيلم. حقق الفيلم نجاحًا في شباك التذاكر، لكنه قوبل بتعليقات سلبية من النقاد والمعجبين. وحصل على جائزة زحل لأفضل المؤثرات، وجائزة الجمهور لأفضل مخرج في جوائز الأفلام الأوروبية.

## حياته الشخصية وشعبيته
امتلك إيميريش منازل في لوس أنجلوس ومدينة نيويورك ولندن وشتوتغارت. أحب تزيين منازله بطريقة غريبة إذ زينها بذكريات نادرة من هوليوود، ولوحات جدارية وصور رموز ديكتاتورية وشخصيات شيوعية، وقطع أثرية حربية تعود للحرب العالمية الثانية.
تشمل مجموعة إيميريش الواسعة لوحة ليسوع المسيح وهو يرتدي قميصًا يشبه قمصان كاترين همنت أثناء صلبه، ولوحات تحمل توقيع أليسون جاكسون لأميرة تشبه الأميرة ديانا تؤدي إشارات فاحشة وتشارك في ممارسات جنسية، تمثال شمعي للبابا يوحنا بولس الثاني ضاحكًا وهو يقرأ نعوته، وصورة معدلة للرئيس الإيراني محمود أحمدي نجاد في وضع يشير للمثلية الجنسية. ذكر إيميريش وهو شخص مثلي الجنس علنًا ومؤيد مالي للسياسة التقدمية في الولايات المتحدة الأمريكية أنَّ الزخارف والقطع لا تعكس أي معتقدات، بل هي انعكاسات لأفكاره الفنية مع نكهة سياسية.
ادعى إيميريش أنه شهد عنصرية صريحة عندما عارض المنتجون والمديرون التنفيذيون للأستديوهات السماح له بأجراء مشاهد تجريبية لويل سميث في دور البطولة في فيلم يوم الاستقلال، ومنعه من إعطاء دور الزوجين في (بعد غد) لممثلين من عرقين مختلفين. كما ادعى أنه عانى من رهاب المثلية من نفس الاشخاص، وقد عارض هذا السلوك. صرح أنه لم يحب العمل في صناعة الأفلام في بعض الأحيان، واصفًا العمل بأنه «عمل خال من المشاعر»، لكن الدافع وراء استمراره في الإخراج هو حبه لصناعة الأفلام.
رهن في عام 2006 مبلغ 150000 دولار لحملة تهدف لدعم أفلام المثليين والمثليات. تبرع إيميريش لمهرجان أوتفيست بأكبر هدية في تاريخ المهرجان. جمع في عام 2007 تبرعات من خلال مجتمعات المثليين في لوس أنجلوس لمرشحة الحزب الديمقراطي للرئاسة هيلاري كلينتون.
دعم إيميريش حملة خاصة بفناني الألعاب البهلوانية للفت انتباه حفل توزيع جوائز الأوسكار، وقد عمل على رفع مستوى الوعي بقضية الاحتباس الحراري. كان من المعروف أنه يدخن ما يصل إلى أربع علب من السجائر يوميًا، غالبًا ما كان إيميريش يضع في أفلامه شخصيات تحاول الإقلاع عن التدخين أو تحذر من مخاطر تدخين التبغ. أنتج فيلم الثانية الواحدة، وهو مشروع غير ربحي هدف إلى جمع الأموال لدعم حقوق المرأة في الدول النامية.

## وصلات خارجية
- رولان إيميريش على موقع IMDb (الإنجليزية)
- رولان إيميريش على موقع روتن توميتوز (الإنجليزية)
- رولان إيميريش على موقع مونزينجر (الألمانية)
- رولان إيميريش على موقع ألو سيني (الفرنسية)
- رولان إيميريش على موقع ميوزك برينز (الإنجليزية)
- رولان إيميريش على موقع تيرنر كلاسيك موفيز (الإنجليزية)
- رولان إيميريش على موقع أول موفي (الإنجليزية)
- رولان إيميريش على موقع بوكس أوفيس موجو (الإنجليزية)
- رولان إيميريش على موقع قاعدة بيانات الأفلام السويدية (السويدية)
- رولان إيميريش على موقع إن إن دي بي (الإنجليزية)